# Richard D. Woods
Richard David Woods (* 4. September 1935 in Lansing, Michigan; † 27. Januar 2021) war ein US-amerikanischer Bauingenieur in der Geotechnik.

## Werdegang
Woods studierte an der University of Notre Dame und wurde an der University of Michigan 1967 bei Frank E. Richart promoviert. Er war dort danach Professor für Bauingenieurwesen und Umweltingenieurwesen. 2002 wurde er emeritiert. Daneben war er beratender Ingenieur für Geotechnik in mehreren Ingenieurbüros in Michigan.
Er war vor allem als Experte der Bodendynamik bekannt.
Er war 1989 Vorsitzender der Geotechnical Engineering Division der American Society of Civil Engineers (ASCE), deren Terzaghi Lecturer er 1997 hielt und deren Ehrenmitglied er seit 2004 ist. Er 2001 bis 2005 war Vizepräsident für Nordamerika der International Society of Soil Mechanics and Foundation Engineering (ISSMFE). 2003 wurde er Mitglied der National Academy of Engineering.

## Schriften
- mit F. E. Richart, John R. Hall Vibration of soil and foundations, Prentice-Hall 1970
- Herausgeber: Geophysical Characterization of Sites, 1994
- Dynamic effect of pile installations on adjacent structures, 1997